# Thierry Hot
Pour les articles homonymes, voir Hot.
Thierry Hot est un journaliste camerounais.

## Biographie
Après ses années d'expérience à BBC et Africa 24, Thierry Hot fonde le magazine panafricain Notre Afrik dont il est le directeur de publication.
Il est le président du conseil d'administration de Rebranding Africa Forum, un forum annuel organisé à Bruxelles dans le but de promouvoir l'Afrique. Ce forum porte sur l’émergence et le développement de l’Afrique. 
En 2022, il est nommé à Lilium Capital. 